# Ambispora appendicula
Ambispora appendicula är en svampart som först beskrevs av Spain, Sieverd. & N.C. Schenck, och fick sitt nu gällande namn av C. Walker 2008. Ambispora appendicula ingår i släktet Ambispora och familjen Ambisporaceae.   Inga underarter finns listade i Catalogue of Life.